# Pteropsaron natalensis
Pteropsaron natalensis és una espècie de peix de la família dels percòfids i de l'ordre dels perciformes.

## Descripció
Fa 3,5 cm de llargària màxima. 4-5 espines i 18-20 radis tous a l'aleta dorsal i cap espina i 22-25 radis tous a l'anal. 33 vèrtebres. Els espècimens conservats en alcohol presenten una coloració clara amb la primera aleta dorsal de color negre.

## Alimentació
El seu nivell tròfic és de 3,15.

## Hàbitat i distribució geogràfica
És un peix marí, demersal (entre 65 i 175 m de fondària) i de clima subtropical, el qual viu a l'Índic occidental: les costes de l'Àfrica oriental des de Somàlia fins a la badia de Kosi (el nord de KwaZulu-Natal -Sud-àfrica-).

## Observacions
És inofensiu per als humans.